# Lijst van premiers van Barbados
Hieronder staat een chronologische lijst van premiers van Barbados.

## Premiers van Barbados (1966-heden)
| Premier | Premier                             | Ambtstermijn | Partij |
| ------- | ----------------------------------- | ------------ | ------ |
|         | Errol Barrow (1920-1987)            | 1966-1976    | DLP    |
|         | Tom Adams (1931-1985)               | 1976-1985    | BLP    |
|         | Harold Bernard St. John (1931-2004) | 1985-1986    | BLP    |
|         | Errol Barrow (1920-1987)            | 1986-1987    | DLP    |
|         | Lloyd Erskine Sandiford (1937-2023) | 1987-1994    | DLP    |
|         | Owen Arthur (1949-2020)             | 1994-2008    | BLP    |
|         | David Thompson (1961-2010)          | 2008-2010    | DLP    |
|         | Freundel Stuart (1951)              | 2010-2018    | DLP    |
|         | Mia Mottley (1965)                  | 2018-heden   | BLP    |

## Afkortingen
BLP = Barbados Labour Party
DLP = Democratic Labour Party